# Bruce Vento
Bruce Frank Vento (Saint Paul, 7 ottobre 1940 – Saint Paul, 10 ottobre 2000) è stato un politico statunitense, membro della Camera dei rappresentanti degli Stati Uniti per lo stato del Minnesota dal 1977 al 2000.

## Biografia
Italoamericano, Vento si laureò all'Università del Minnesota e prima di intraprendere l'attività politica svolse la professione di insegnante. Dopo l'adesione al Partito Democratico, venne eletto alla Camera dei rappresentanti del Minnesota, dove rimase fino al 1976.
Nel 1977, dopo cinque anni di servizio nella legislatura statale del Minnesota, Vento venne eletto alla Camera dei rappresentanti nazionale.
Gli elettori lo riconfermarono per altri dodici mandati, tuttavia nel 2000, dopo ventitré anni al Congresso, Vento morì improvvisamente per una forma di cancro ai polmoni dovuta all'esposizione all'amianto.